# VideoKids
 (mai 2024).
VideoKids est un groupe néerlandais d'Italo disco, originaire de 	Rijnsaterwoude.

## Histoire
Le groupe est formé au milieu des années 1980 comme l'un des nombreux projets succédant au groupe Catapult, dissous en 1979. Le chanteur du groupe était le DJ Peter Slaghuis. Le deuxième membre était Bianca Bonelli, qui avait auparavant connu le succès au sein du groupe Sam and Joan Company et avec le tube solo Je veux l'amour - Follow Me. Les producteurs du groupe étaient Adams/Fleisner, qui ont également collaboré avec Digital Emotion (Go Go Yellow Screen) et d'autres projets similaires.
En 1983, Cat Music écrit et produit Let's Break de Master Genius, un pot-pourri de chansons dans le style des mégamixes des années 1980. L'un des nombreux sons inclus dans la chanson était le rire de Woody Woodpecker, fourni par Hessing,,. Les enfants de Van den Bosch, qui étaient de grands fans de Woody et voulaient toujours l'entendre sur le disque, ont demandé à leur père s'il pouvait produire un disque basé sur le personnage. Cat Music décide alors d'écrire, de produire et d'enregistrer une chanson sur Woody, intitulée Woodpeckers from Space, une reprise synthpop de 5 minutes de The Woody Woodpecker Song de George Tibbles et Ramey Idriss. La chanson raconte l'histoire d'un homme qui se réveille la nuit et entend un « drôle de cri ». Le rire vient de Woody, qui fait une apparition soudaine, vêtu d'une combinaison spatiale et tenant un pistolet laser, et hypnotise l'homme perplexe, lui disant de l'emmener dans l'endroit le plus branché de la ville pour faire le Woodpecker Boogie and Rap. L'homme l'y emmène, et Woody dit à tout le monde de faire le Woodpecker Boogie and Rap, ce qu'ils font, en claquant des doigts, en tapant dans les mains et en rappant avec le pivert, tout en s'amusant. La voix principale était interprétée par Bergman, Hessing interprétant Woody,. Les voix féminines et deux des rires de Woody étaient interprétés par Anita et Sylvia Crooks du groupe The Internationals,.
Cat Music accorde une licence pour Woodpeckers from Space à Polydor, Disques Carrère et Record Shack Records pour une sortie en Allemagne, en France et au Royaume-Uni, respectivement, tandis que Boni Records le sort par l'intermédiaire de Break Records aux Pays-Bas. Le single sort le 4 septembre 1984, atteignant la 14e place du Top 40 néerlandais le 6 octobre 1984 et la 17e place de l'Ultratop 50 Flandres entre le 13 octobre 1984 et le 17 novembre 1984,,. Slaghuis utilisera plus tard Woodpeckers from Space dans le septième épisode de sa série de bootlegs Disco Breaks, et lui et Bonelli sortent leur premier album, The Invasion of the Spacepeckers. L'album contient également un grand calendrier Happy Birthday, dans lequel les enfants peuvent écrire des vœux d'anniversaire à leurs amis. En 1985, Woodpeckers from Space devient un succès international, atteignant la 72e place au Royaume-Uni, la 6e en Suisse, la 4e place en Allemagne, la 2e au Portugal et la 1re place en Norvège et en Espagne,,. Boni Records commence à promouvoir The Invasion of the Spacepeckers en diffusant le clip de la chanson sur les chaînes de télévision musicales, et VideoKids entame une tournée en Europe, avec des concerts et des spectacles en direct, accompagnés de clips de Tico tirés du clip, affichés manuellement ou sur un écran de projection vidéo. L'album sort lors du festival Midem et se vend à 1,1 million d'exemplaires, et le groupe remporte le Buma Export Award pour son succès international avec la chanson et l'album. Woodpeckers from Space et leurs autres chansons, telles que Do the Rap et La Bamba, sont jouées assez souvent sur les stations de radio à l'époque, et sont reprises et incluses dans plusieurs best-of et compilations. Une reprise est faite par le groupe sud-africain Café Society, qui est resté dans le Top 20 sud-africain pendant 22 semaines, de juin à novembre, dont 7 semaines à la première place, d'août à octobre.
Slaghuis décède dans un accident de voiture le 5 septembre 1991, et Bonelli décède quelques années plus tard en 1994-1995.
En octobre 2023, Woodpeckers from Space sort sur la compilation Adams and Fleisner: The Ultimate Collection chez Venti d'Azzurro Records.

## Discographie

### Albums studio
- 1984 : The Invasion of the Spacepeckers (4e en Allemagne[10], 15e en Autriche[17], 6e en Suisse[9], 14e aux Pays-Bas[18], 72e au Royaume-Uni[8])
- 1985 : Satellite

### Singles
- 1984 : Woodpeckers from Space
- 1985 : Do the Rap
- 1985 : On Satellite
- 1988 : Witch Doctor